# バートとアーニー
バートとアーニー（Bert and Ernie）は、米国の子供番組『セサミストリート』のキャラクターおよびコンビ名。1969年の同番組の放送開始時より登場しているキャラクターである。

## 歴史
バートとアーニーは、マペッツで知られる作者ジム・ヘンソンが作り、顔などはドン・サーリンによってデザインされた。
最初はフランク・オズがバートを演じ、ヘンソンがアーニーを演じた。作家のジョン・ストーンによれば、バートとアーニーは、ジムとオズの本当の友情を表していた。
アメリカで1969年7月21日放送のパイロット版（日本未放送）に登場したマペットは、バートとアーニーしか登場しない。
アーニーとバートの年齢は不明だが、セサミストリート・ライブのパフォーマー担当であるテイラー・モーガンはインタビューで「バートの年齢は、6歳か7歳にしようかと考えている。」と語っていた。

## バート
バートは当初、フランク・オズが演じていたが、オズがマペットの役目をやめて1997年に監督に専念して以降はエリック・ジェイコブソンが演じている。
生真面目で几帳面な性格。
アーニーとは親友でルームメイト。アーニーの名前を呼んでもアーニーが喋りつづけるため、我慢できない時は「アーニー！」と大声で叫ぶ。アーニーには眉毛がないが、バートには一本の長い眉毛がある。
バートには、ガールフレンドのバーサがおり、家族にはママや甥のブラッドに従妹のバーティナーもいる。

## アーニー
アーニーは当初、ジム・ヘンソンが演じていたが、現在はピーター・リンツが演じている。
楽天的で細かいことは気にしない性格。人に迷惑をかけていても気付かない。バートとは親友でルームメイト。バートが大声で叫ぶと「なんだい、バート？」と答える。
独特な笑い声で、眉毛がない。
ラバー・ダッキーが大好きで、いつもお風呂に入れて歌いながら遊んでいる。

## テレビまたは映画での活躍

### テレビ
セサミストリート
バートとアーニーはコントのコーナーが多いが、それ以外では「アーニーのおしえてあげる（Ernie's Show and Tell）」や「アーニーをさがせ!（Journey to Ernie）」というコーナーがセサミストリートの中で放送されていた。これは有名なイギリスの絵本『ウォーリーをさがせ!』のパロディで、内容ではアーニーが隠れている場所をビッグバードが探すというものだった。
バートとアーニーのだいぼうけん
バートとアーニーが夢の大冒険に出るという物語。CGアニメで制作されている。

### 映画
バートとアーニーは2本の映画に出演している。
セサミストリート ザ・ムービー:おうちに帰ろう、ビッグバード!
バートとアーニーは、飛行機でビッグバードを探した。アーニーが操縦士で、最終的には見つかったが「真逆の世界」という歌を歌いながら飛行機を逆さまに飛ばしていた。しかしビッグバードは見失い、アーニーとバートは避難する。
エルモと毛布の大冒険
この映画では、アーニーが冒頭に現れ、映画の観客に挨拶をし、「来てくれてうれしいよ」と歓迎する。バートは入浴後の姿で登場しており、映画のカウントダウンが終えた後、アーニーがバートに「そろそろ着替えたら？」と言われてバートは大騒ぎする。また、本編の途中で映画を中断してバートとアーニーが割り込むときもある。

## ゲイカルチャー
バートとアーニーはセサミストリートの地下アパートに暮らしている。寝室には２つのベッドがあり、左側のベッドはアーニー、右側のベッドはバートが寝ている。同性同士（と一般的には認知されておりそう解釈することが可能）で非常に仲睦まじいことから、二人はゲイではないかと度々ささやかれてきた。トニー賞を受賞したミュージカル『アベニューQ』でも二人はゲイカップルだと言及されていたり、2013年7月に同性婚を禁じたカリフォルニア州の法律が違憲と判断された際にも、米誌ニューヨーカーが互いに寄り添い合うバートとアーニーを表紙に起用している。
噂が大きくなるたびに、セサミワークショップはこれらの憶測を一蹴してきた。2011年にはニューヨーク州で同性婚が合法化されたことを契機に再びこの関係が注目され、二人を番組内で結婚させてほしいという署名活動まで始まったことから、番組プロデューサーらがセサミストリートのFacebookを通じて「2人は親友同士で、男性キャラクターとして定着しているが、あくまでパペットであり、彼らに性的指向はない」という声明文を発表した。
また2018年には、1985年から1998年にかけて「セサミストリート」に参加していた脚本家のマーク・サルツマンがインタビューの中で「バートとアーニーは恋人同士という前提のもとで脚本を書いていた」と発言。大きな話題となったことから、セサミワークショップは再び「一見すると人間の男性のように見えるが、あくまでパペットであり性的指向は持ちません」という声明を発表した。この騒動の際にはフランク・オズも、「私個人としては、そうではない（ゲイではない）と思っている」「そもそも何故こんなことを知りたがるのだろう。ゲイか否かで線引きする必要などないし、私たち人間はゲイかストレートかで定義付けられるほど単純な生き物ではないはず」とTwitterで発信した。

## 担当俳優・声優

### バート担当
オリジナル版
- フランク・オズ（1969年 - 2006年）
- エリック・ジェイコブソン（1997年 - ）

日本語版
- 大塚芳忠（テレビスペシャル版）
- 牛山茂（ナンバーズ版）
- 落合弘治（NHK版、ユニバーサル・スタジオ・ジャパン、Youtube版）
- 内田泰喜（テレビ東京版、DVD版）

吹き替え版は「美術館へ行こう」を最初に芳忠が演じていたが、1998年にNHK教育でレギュラー放送で吹き替え版に完全移行してからは落合が演じていた。そしてNHK教育の放送が終了し、テレビ東京が日本オリジナル版のセサミストリートを放送してからは内田が演じていたが、Youtube版で日本語吹き替え版が配信された際は落合に戻っている。

### アーニー担当
オリジナル版
- ジム・ヘンソン（1969年 - 1990年）
- スティーヴ・ホイットマイア（1993年 - 2014年）
- ジョン・タータリア（2003年）
- ビリー・バークハースト（2014年 - 2017年）
- ピーター・リンツ（2017年 - ）

日本語版
- 小林修→不明（テレビスペシャル版）
- 安原義人（ナンバーズ版）
- 真殿光昭（NHK版、ユニバーサル・スタジオ・ジャパン）
- 西脇保（テレビ東京版、DVD版、Youtube版）

吹き替え版は「美術館へ行こう」を最初に小林が演じていたが、レギュラー放送で吹き替え版に完全移行してからは真殿が演じていた。そしてテレビ東京が日本オリジナル版のセサミストリートを放送してからは西脇が演じたが、「バートとアーニーのだいぼうけん」では真殿に戻ったものの、Youtube版で日本語吹き替え版が配信された際は西脇に逆戻りしている。